# Julian Toganivalu
Ratu Julian Brown Toganivalu, né en décembre 1931 et mort le 5 décembre 1977,,, est un chef autochtone et homme politique fidjien.

## Biographie
Il est l'un des dix enfants de Ratu George Toganivalu, le Roko Tui (chef suprême coutumier) de la province de Ba, et d'Adi Alisi Toganivalu, connue pour son activisme en faveur de l'accès des filles autochtones à l'éducation,. En 1950 il entame une formation militaire en Nouvelle-Zélande, auprès de la New Zealand Army. En 1951, à l'âge de 19 ans, il est le premier Fidjien à partir suivre une formation à la prestigieuse Académie royale militaire de Sandhurst, en Angleterre. Durant son séjour au Royaume-Uni, il quitte toutefois cette formation et étudie le droit à Londres. Il devient conseiller pour la population banabienne de l'île de Rabi, aux Fidji, puis accepte le poste d'administrateur général (chief executive officer) du Conseil de gouvernement local à Nauru, l'équivalent d'un corps législatif pour cette petite colonie insulaire australienne.
En 1968, tout en conservant ce poste à Nauru, il s'engage en politique aux Fidji, son pays natal, colonie britannique qui vient d'obtenir un fort degré d'autonomie politique avec un gouvernement responsable. Ses frères William, Josua et David sont tous déjà membres du Conseil législatif fidjien, et du parti de l'Alliance, au pouvoir. Ratu Julian, au contraire, devient membre du Parti de la fédération (PF), le parti d'opposition. L'Alliance est un parti attaché à l'autorité des chefs autochtones coutumiers et à l'autorité coloniale, tandis que le PF est un parti principalement indo-fidjien, progressiste et anti-colonial. Le PF cherche à cette date à s'ouvrir à des autochtones, et parvient à attirer Ratu Julian ainsi que Ratu Mosese Veresikete, beau-frère du chef du gouvernement et chef du parti de l'Alliance, Ratu Sir Kamisese Mara. Julian Toganivalu est fait « secrétaire d'organisation » (organising secretary) du Parti de la fédération, qui devient bientôt le Parti de la fédération nationale (PFN),.
Mosese Veresikete et lui contribuent grandement à sensibiliser le PFN aux inquiétudes et à la culture des Fidjiens autochtones, et ainsi à atténuer le risque d'antagonisme de la population autochtone à l'encontre du parti. Dans le même temps, Julian Toganivalu s'évertue à persuader les Fidjiens autochtones qu'ils n'ont rien à craindre de la démocratie et de la majorité démographique indo-fidjienne. Il partage et promeut la vision du PFN d'un État fidjien indépendant, démocratique et laïque fondé sur une identité nationale partagée par les citoyens de toutes les communautés ethniques,,,. 
Le PFN remporte les élections législatives de mars-avril 1977, mais certains de ses députés sont hostiles à l'idée que leur chef Siddiq Koya devienne Premier ministre. L'impasse aboutit à une dissolution de la Chambre des représentants pour des élections anticipées en septembre. Le parti se déchire alors quant à savoir qui devrait mener le parti. Karam Ramrakha (en), un influent membre du parti, promeut Julian Toganivalu comme nouveau chef du parti. Cette possibilité est toutefois rejetée, et le PFN se scinde en deux factions, l'une toujours menée par Siddiq Koya, l'autre par Jai Ram Reddy. Critique depuis longtemps envers Siddiq Koya, auquel il préfère R. D. Patel (en), Julian Toganivalu se range dans la faction de Jai Ram Reddy. Il quitte son métier de haut fonctionnaire à Nauru pour se présenter aux élections de septembre, et est élu député de la circonscription ethnique autochtone du nord-ouest du pays, battant le député sortant Apisai Tora, de la faction pro-Koya du parti,. L'Alliance remporte le scrutin face à un PFN divisé.
Ratu Julian Toganivalu entre ainsi au Parlement où ses frères William et David sont députés et ministres du gouvernement formé par le parti de l'Alliance. Peu après son élection, il tombe toutefois grièvement malade, et est hospitalisé à Lautoka. Il parvient à prêter serment lors de l'ouverture de la session parlementaire le 1er décembre, mais meurt quatre jours plus tard, à l'âge de 45 ans,.